# فولکس‌واگن ال‌تی
فولکس‌واگن ال‌تی (Volkswagen LT) خودرویی است که در سال‌های Typ ۲۸: آوریل ۱۹۷۵ تا July 1991/>Typ 21: August 1991–December ۱۹۹۵
Typ 2D: May 1996–July ۲۰۰۶تولید شده‌است. طراحی آن موتور جلو، توزیع نیروی پیشران، خودرو چهار چرخ محرک بوده‌است.